# Championnat de France de futsal de deuxième division 2021-2022
Navigation
Saison 2020-2021 Saison 2022-2023
La saison 2021-2022 de Division 2 Futsal est la huitième édition du Championnat de France de futsal de deuxième division. Le second niveau du futsal français oppose cette saison vingt clubs séparés en deux groupes en une série de dix-huit rencontres jouées de septembre 2021 à mai 2022.
La compétition est dominée par les équipes franciliennes. ACCS, Kremlin-Bicêtre, Garges Djibson et Marcouville terminent aux deux premières places de chacun des groupes. ACCS remporte son premier titre de D2, après avoir été vice-champion en 2018, mais est rétrogradé administrativement. Vainqueur du groupe B, le KB Futsal est aussi promu en Division 1, en compagnie de Marcouville, meilleur deuxième à la place de Garges Djibson aussi sanctionné.
Les clubs placés aux deux dixièmes places dans les deux poules sont reléguées dans leur plus haut niveau régional respectif. Un barrage d'accession entre les champions régionaux déterminent quatre promus en D2 afin de replacer 24 clubs en 2022-2023.

## Format de la compétition
Avec la relégation sportive du FC Chavanoz, les rétrogradations administratives de Garges Djibson et ACCS Asnières Villeneuve ainsi que l’arrêt du Toulouse Métropole FC, la Fédération française de football met en place de nouvelles modalités d’accession et de relégation pour les compétitions de D1 et D2 Futsal afin que la première division retrouve douze pensionnaires dès 2022-2023. Ainsi, les clubs classés 1er de chacun des deux groupes et le meilleur 2ème de D2 Futsal sont promus en Division 1 pour la saison suivante. Le meilleur des deux premiers, au ratio points par match, est sacré champion de D2.
Les clubs placés aux deux dixièmes places dans les deux poules sont reléguées dans leur plus haut niveau régional respectif. Un barrage d'accession entre les champions régionaux déterminent quatre promus en D2 afin de replacer 24 clubs en D2 2022-2023.
Le coup d'envoi de l'édition 2021-2022 est donné le dimanche 18 septembre prochain. Vingt-deux journées sont initialement programmées dans le groupe A, qui réunit onze équipes et dont la dernière journée est prévue le dimanche 4 juin 2022. Elle est placée comme celle du groupe B, le dimanche 14 mai 2022 (dix-huit journées) à la suite du retrait de l'AFS Roubaix.
Par ailleurs, le Comité exécutif de la FFF décide de confier à la DNCG le contrôle des clubs de D2 Futsal dès cette saison, dans un rôle d’accompagnement et de conseil pendant deux saisons afin de les aider dans leur structuration comptable, juridique et financière. Il est précisé que pendant ce laps de temps aucune mesure prévue à l’article 11 du Règlement DNCG ne sera infligée.

## Équipes participantes
Durant l'été 2021, Kingersheim Futsal et l'Étoile lavalloise sont promus en D1 en tant que deuxièmes de leur groupe de D2 lors de la saison 2019-2020, la dernière homologuée par la FFF avant la crise sanitaire. Les autres équipes engagées pour l'édition 2020-2021 forment la compétition avec la relégation sportive du FC Chavanoz, les rétrogradations administratives de Garges Djibson et ACCS Asnières Villeneuve ainsi que l’arrêt du Toulouse Métropole FC issus de D1. N'ayant pu joué la saison précédente, le Kremlin-Bicêtre futsal, présent dans l'élite du futsal français depuis sa création en 2007, découvre la D2. 
Le groupe A comprend les quatre clubs des Hauts-de-France, trois clubs nords-parisiens, Bastia, Reims, et les clubs de la côte atlantique, Nantes et Pessac. La poule B est davantage orientée sud-est avec les deux autres clubs du Grand Est, les deux représentants d'Auvergnes-Rhône-Alpes, le deux clubs du sud métropollitain Plaisance et Beaucaire ainsi qu'Ajaccio.
Initialement placé dans le groupe A, le Roubais AFS se désengage de la compétition. La première poule passe alors aussi à dix équipes.
| \| Reims Avion Nantes Bastia Pessac Lille Villeneuve-d'A. Roubaix Pfastatt Neuhof Plaisance Caluire Beaucaire Ajaccio Chavanoz Torcy Marcouville \| Localisation des clubs engagés dans le championnat. |
| Reims Avion Nantes Bastia Pessac Lille Villeneuve-d'A. Roubaix Pfastatt Neuhof Plaisance Caluire Beaucaire Ajaccio Chavanoz Torcy Marcouville                                                           |

| \| Garges Asnières Clichy Kremlin-Bicêtre \| Localisation des clubs de Paris et la petite couronne. |
| Garges Asnières Clichy Kremlin-Bicêtre                                                              |

| Club                          | Localisation                           | Dernier classement         | Groupe | Depuis |
| ----------------------------- | -------------------------------------- | -------------------------- | ------ | ------ |
| ACCS VA 92                    | Île-de-France, Asnières-sur-Seine      | Champion 2020-2021         | A      | 2021   |
| Garges Djibson                | Île-de-France, Garges-lès-Gonesse      | 7e D1 2020-2021            | A      | 2021   |
| Roubaix AFS                   | Hauts-de-France, Roubaix               | 12e D1                     | A      | 2020   |
| Pessac Châtaigneraie Futsal   | Nouvelle-Aquitaine, Pessac             | 2e, groupe A               | A      | 2019   |
| Lille Métropole Futsal        | Hauts-de-France, Lille                 | 4e, groupe A               | A      | 2013   |
| Bastia Agglo Futsal           | Corse, Borgo                           | 4e, groupe B               | A      | 2019   |
| Reims Métropole Futsal        | Grand Est, Reims                       | 6e, groupe A               | A      | 2017   |
| Futsal Paulista               | Île-de-France, Clichy                  | 7e, groupe A               | A      | 2019   |
| Villeneuve-d'Ascq Futsal      | Hauts-de-France, Villeneuve-d'Ascq     | 8e, groupe A               | A      | 2019   |
| AS Avion Futsal               | Hauts-de-France, Avion                 | 1er R1 Hauts-de-France     | A      | 2020   |
| Nantes Doulon Bottière Futsal | Pays de la Loire, Nantes               | 1er R1 Pays de la Loire    | A      | 2020   |
| FC Chavanoz                   | Auvergne-Rhône-Alpes, Chavanoz         | 12e D1 2020-2021           | B      | 2021   |
| Kremlin-Bicêtre futsal        | Île-de-France, Le Kremlin-Bicêtre      | 11e D1                     | B      | 2020   |
| Beaucaire Futsal              | Occitanie, Beaucaire                   | 3e, groupe B               | B      | 2019   |
| Évasion urbaine Torcy Futsal  | Île-de-France, Torcy                   | 5e, groupe A               | B      | 2018   |
| Neuhof Futsal                 | Grand Est, Strasbourg                  | 5e, groupe B               | B      | 2017   |
| AS Martel Caluire             | Auvergne-Rhône-Alpes, Caluire-et-Cuire | 6e, groupe B               | B      | 2017   |
| Pfastatt Futsal               | Grand Est, Pfastatt                    | 7e, groupe B               | B      | 2013   |
| Plaisance All-Stars           | Occitanie, Plaisance-du-Touch          | 8e, groupe B               | B      | 2016   |
| Marcouville City CP           | Île-de-France, Pontoise                | 1er R1 Paris-Île-de-France | B      | 2020   |
| AC Ajaccio                    | Corse, Ajaccio                         | 1er R1 Corse               | B      | 2020   |

## Compétition

### Classements
Groupe A
| Rang | Équipe                 | Pts   | J  | G  | N | P  | Bp  | Bc  | Diff |
| ---- | ---------------------- | ----- | -- | -- | - | -- | --- | --- | ---- |
| 1    | ACCS VA 92 R           | 53-1  | 18 | 18 | 0 | 0  | 154 | 28  | +126 |
| 2    | Garges Djibson R       | 38    | 18 | 12 | 2 | 4  | 114 | 66  | +48  |
| 3    | Reims Métropole Futsal | 34    | 18 | 11 | 1 | 6  | 80  | 67  | +13  |
| 4    | AS Avion P             | 25    | 18 | 8  | 1 | 9  | 77  | 86  | -9   |
| 5    | Lille Métropole        | 24    | 18 | 8  | 0 | 10 | 67  | 77  | -10  |
| 6    | Bastia Agglo           | 23    | 18 | 7  | 2 | 9  | 71  | 80  | -9   |
| 7    | Futsal Paulista        | 22    | 18 | 7  | 1 | 10 | 91  | 103 | -12  |
| 8    | Nantes Doulon BF P     | 22    | 18 | 7  | 1 | 10 | 73  | 96  | -23  |
| 9    | Pessac Châtaigneraie   | 21    | 18 | 7  | 0 | 11 | 86  | 126 | -40  |
| 10   | Villeneuve-d'Ascq      | -8-10 | 18 | 1  | 0 | 17 | 52  | 136 | -84  |

En mars 2021, dernier du groupe A avec deux points, Villeneuve d’Ascq Futsal est sanctionné d'un retrait de dix points pour « transmission de faux documents pour justifier le report d’une rencontre » (deux faux tests positifs au Covid-19).
Groupe B
| Rang | Équipe                 | Pts  | J  | G  | N | P  | Bp | Bc | Diff |
| ---- | ---------------------- | ---- | -- | -- | - | -- | -- | -- | ---- |
| 1    | Kremlin-Bicêtre futsal | 43   | 18 | 14 | 1 | 3  | 98 | 51 | +47  |
| 2    | Marcouville City CP P  | 38   | 18 | 12 | 2 | 4  | 98 | 59 | +39  |
| 3    | AC Ajaccio 31 P        | 27   | 18 | 8  | 3 | 7  | 54 | 42 | +12  |
| 4    | Neuhof Futsal          | 26   | 18 | 8  | 2 | 8  | 60 | 64 | -4   |
| 5    | AS Martel Caluire      | 25   | 18 | 8  | 1 | 9  | 72 | 83 | -11  |
| 6    | ÉU Torcy               | 22-3 | 17 | 8  | 1 | 8  | 60 | 63 | -3   |
| 7    | Stade beaucairois 30   | 21   | 18 | 7  | 0 | 11 | 53 | 76 | -23  |
| 8    | Pfastatt Futsal        | 20   | 18 | 6  | 2 | 10 | 65 | 89 | -24  |
| 9    | Plaisance All-Stars    | 19   | 18 | 6  | 1 | 11 | 69 | 80 | -11  |
| 10   | FC Chavanoz R          | 19   | 18 | 6  | 1 | 11 | 62 | 84 | -22  |

Promotions et relégations
- Accession en Division 1 2022-2023
- Relégation en Régional 1 2022-2023
- Rétrogradé en 2022-2023

Abréviations
- P : Promu de Régional 1 2019-2020

- R : Relégué de Division 1 2020-2021

## Parcours en Coupe d'Europe
Champion de France 2020-2021, ACCS est qualifié pour la seconde fois consécutive en Ligue des champions, malgré sa relégation administrative en D2 à l'été 2021.
| Titulaires :  |               |  |
|               |               |  |
| 14            | Guitta        |  |
| 8             | Erick         |  |
| 9             | João Matos    |  |
| 17            | Cavinato      |  |
| 29            | Alex Merlim   |  |
|               |               |  |
| Remplaçants : |               |  |
| 16            | Bernardo Paço |  |
| 3             | Tiago Macedo  |  |
| 4             | Tomás Paço    |  |
| 6             | Zicky         |  |
| 11            | Waltinho      |  |
| 18            | Pany Varela   |  |
| 19            | Ruiz          |  |
| 20            | Miguel Ângelo |  |
|               |               |  |
| Entraîneur :  |               |  |
| Nuno Dias     |               |  |

| Titulaires :          |                     |  |
|                       |                     |  |
| 1                     | Careca              |  |
| 8                     | Soufiane El Mesrar  |  |
| 9                     | Nelson Lutin        |  |
| 11                    | Souheil Mouhoudine  |  |
| 19                    | Abdessamad Mohammed |  |
|                       |                     |  |
| Remplaçants :         |                     |  |
| 12                    | Moussa Diagouraga   |  |
| 20                    | Faouziddine Abal    |  |
| 2                     | Murilo              |  |
| 3                     | Bolinha             |  |
| 5                     | Bilal Bakkali       |  |
| 6                     | Abdelillah Alla     |  |
| 7                     | Mamadou Touré       |  |
| 14                    | Landry N'Gala       |  |
| 17                    | Rodriguinho         |  |
|                       |                     |  |
| Entraîneur :          |                     |  |
| Sergio Mullor Cabrera |                     |  |

| Titulaires :  |               |  |
|               |               |  |
| 14            | Guitta        |  |
| 8             | Erick         |  |
| 9             | João Matos    |  |
| 17            | Cavinato      |  |
| 29            | Alex Merlim   |  |
|               |               |  |
| Remplaçants : |               |  |
| 16            | Bernardo Paço |  |
| 3             | Tiago Macedo  |  |
| 4             | Tomás Paço    |  |
| 6             | Zicky         |  |
| 11            | Waltinho      |  |
| 18            | Pany Varela   |  |
| 19            | Ruiz          |  |
| 20            | Miguel Ângelo |  |
|               |               |  |
| Entraîneur :  |               |  |
| Nuno Dias     |               |  |

| Titulaires :          |                     |  |
|                       |                     |  |
| 1                     | Careca              |  |
| 8                     | Soufiane El Mesrar  |  |
| 9                     | Nelson Lutin        |  |
| 11                    | Souheil Mouhoudine  |  |
| 19                    | Abdessamad Mohammed |  |
|                       |                     |  |
| Remplaçants :         |                     |  |
| 12                    | Moussa Diagouraga   |  |
| 20                    | Faouziddine Abal    |  |
| 2                     | Murilo              |  |
| 3                     | Bolinha             |  |
| 5                     | Bilal Bakkali       |  |
| 6                     | Abdelillah Alla     |  |
| 7                     | Mamadou Touré       |  |
| 14                    | Landry N'Gala       |  |
| 17                    | Rodriguinho         |  |
|                       |                     |  |
| Entraîneur :          |                     |  |
| Sergio Mullor Cabrera |                     |  |

| Titulaires :  |           |  |
|               |           |  |
| 1 =           | Puškar    |  |
| 7             | Čeh       |  |
| 9             | Perić     |  |
| 10            | Novak     |  |
| 14            | Matošević |  |
|               |           |  |
| Remplaçants : |           |  |
| 12            | Peček     |  |
| 2             | R. Mordej |  |
| 5             | Čujec     |  |
| 8             | Turk      |  |
| 11            | Knežević  |  |
| 15            | Duščak    |  |
| 17            | Gorinšek  |  |
| 19            | Cesarec   |  |
| 20            | T. Kotnik |  |
|               |           |  |
| Entraîneur :  |           |  |
| Morina        |           |  |

| Titulaires :          |                     |  |
|                       |                     |  |
| 1                     | Careca              |  |
| 7                     | Mamadou Touré       |  |
| 8                     | Soufiane El Mesrar  |  |
| 11                    | Souheil Mouhoudine  |  |
| 19                    | Abdessamad Mohammed |  |
|                       |                     |  |
| Remplaçants :         |                     |  |
| 12                    | Moussa Diagouraga   |  |
| 20                    | Faouziddine Abal    |  |
| 2                     | Murilo              |  |
| 3                     | Bolinha             |  |
| 5                     | Bilal Bakkali       |  |
| 6                     | Abdelillah Alla     |  |
| 9                     | Nelson Lutin        |  |
| 14                    | Landry N'Gala       |  |
| 17                    | Rodriguinho         |  |
|                       |                     |  |
| Entraîneur :          |                     |  |
| Sergio Mullor Cabrera |                     |  |

| Titulaires :  |           |  |
|               |           |  |
| 1 =           | Puškar    |  |
| 7             | Čeh       |  |
| 9             | Perić     |  |
| 10            | Novak     |  |
| 14            | Matošević |  |
|               |           |  |
| Remplaçants : |           |  |
| 12            | Peček     |  |
| 2             | R. Mordej |  |
| 5             | Čujec     |  |
| 8             | Turk      |  |
| 11            | Knežević  |  |
| 15            | Duščak    |  |
| 17            | Gorinšek  |  |
| 19            | Cesarec   |  |
| 20            | T. Kotnik |  |
|               |           |  |
| Entraîneur :  |           |  |
| Morina        |           |  |

| Titulaires :          |                     |  |
|                       |                     |  |
| 1                     | Careca              |  |
| 7                     | Mamadou Touré       |  |
| 8                     | Soufiane El Mesrar  |  |
| 11                    | Souheil Mouhoudine  |  |
| 19                    | Abdessamad Mohammed |  |
|                       |                     |  |
| Remplaçants :         |                     |  |
| 12                    | Moussa Diagouraga   |  |
| 20                    | Faouziddine Abal    |  |
| 2                     | Murilo              |  |
| 3                     | Bolinha             |  |
| 5                     | Bilal Bakkali       |  |
| 6                     | Abdelillah Alla     |  |
| 9                     | Nelson Lutin        |  |
| 14                    | Landry N'Gala       |  |
| 17                    | Rodriguinho         |  |
|                       |                     |  |
| Entraîneur :          |                     |  |
| Sergio Mullor Cabrera |                     |  |

| Titulaires :          |                     |  |
|                       |                     |  |
| 1                     | Careca              |  |
| 6                     | Abdelillah Alla     |  |
| 8                     | Soufiane El Mesrar  |  |
| 11                    | Souheil Mouhoudine  |  |
| 19                    | Abdessamad Mohammed |  |
|                       |                     |  |
| Remplaçants :         |                     |  |
| 12                    | Moussa Diagouraga   |  |
| 20                    | Faouziddine Abal    |  |
| 2                     | Murilo              |  |
| 3                     | Bolinha             |  |
| 5                     | Bilal Bakkali       |  |
| 7                     | Mamadou Touré       |  |
| 9                     | Nelson Lutin        |  |
| 14                    | Landry N'Gala       |  |
| 17                    | Rodriguinho         |  |
|                       |                     |  |
| Entraîneur :          |                     |  |
| Sergio Mullor Cabrera |                     |  |

| Titulaires :        |              |  |
|                     |              |  |
| 13                  | Dalton       |  |
| 9                   | Fukin        |  |
| 12                  | Déo          |  |
| 18                  | Tokayev      |  |
| 20                  | Sinesio      |  |
|                     |              |  |
| Remplaçants :       |              |  |
| 29                  | Alin         |  |
| 7                   | Sarbassov    |  |
| 8                   | Amandossov   |  |
| 10                  | Yesseniyazov |  |
| 15                  | Erick        |  |
| 17                  | Madiyev      |  |
| 22                  | Zhumakhmet   |  |
|                     |              |  |
| Entraîneur :        |              |  |
| Zhaxylyk Baisariyev |              |  |

| Titulaires :          |                     |  |
|                       |                     |  |
| 1                     | Careca              |  |
| 6                     | Abdelillah Alla     |  |
| 8                     | Soufiane El Mesrar  |  |
| 11                    | Souheil Mouhoudine  |  |
| 19                    | Abdessamad Mohammed |  |
|                       |                     |  |
| Remplaçants :         |                     |  |
| 12                    | Moussa Diagouraga   |  |
| 20                    | Faouziddine Abal    |  |
| 2                     | Murilo              |  |
| 3                     | Bolinha             |  |
| 5                     | Bilal Bakkali       |  |
| 7                     | Mamadou Touré       |  |
| 9                     | Nelson Lutin        |  |
| 14                    | Landry N'Gala       |  |
| 17                    | Rodriguinho         |  |
|                       |                     |  |
| Entraîneur :          |                     |  |
| Sergio Mullor Cabrera |                     |  |

| Titulaires :        |              |  |
|                     |              |  |
| 13                  | Dalton       |  |
| 9                   | Fukin        |  |
| 12                  | Déo          |  |
| 18                  | Tokayev      |  |
| 20                  | Sinesio      |  |
|                     |              |  |
| Remplaçants :       |              |  |
| 29                  | Alin         |  |
| 7                   | Sarbassov    |  |
| 8                   | Amandossov   |  |
| 10                  | Yesseniyazov |  |
| 15                  | Erick        |  |
| 17                  | Madiyev      |  |
| 22                  | Zhumakhmet   |  |
|                     |              |  |
| Entraîneur :        |              |  |
| Zhaxylyk Baisariyev |              |  |

| Rang | Équipe                      | Pts | J | G | N | P | Bp | Bc | Diff |
| ---- | --------------------------- | --- | - | - | - | - | -- | -- | ---- |
| 1    | Sporting Portugal T         | 9   | 3 | 3 | 0 | 0 | 18 | 5  | +13  |
| 2    | ACCS Asnières Villeneuve 92 | 6   | 3 | 2 | 0 | 1 | 14 | 8  | +6   |
| 3    | FK Dobovec                  | 3   | 3 | 1 | 0 | 2 | 7  | 12 | -5   |
| 4    | MFC Atyrau                  | 0   | 3 | 0 | 0 | 3 | 2  | 16 | -14  |

ACCS termine deuxième de son groupe de la Voie A du tour principal et accède au Tour élite et tente d'être la première équipe française à se qualifier pour la phase finale.
| Titulaires :          |                     |  |
|                       |                     |  |
| 1                     | Careca              |  |
| 5                     | Bilal Bakkali       |  |
| 7                     | Mamadou Touré       |  |
| 8                     | Soufiane El Mesrar  |  |
| 19                    | Abdessamad Mohammed |  |
|                       |                     |  |
| Remplaçants :         |                     |  |
| 12                    | Moussa Diagouraga   |  |
| 20                    | Faouziddine Abal    |  |
| 2                     | Murilo              |  |
| 3                     | Bolinha             |  |
| 9                     | Nelson Lutin        |  |
| 11                    | Souheil Mouhoudine  |  |
| 13                    | Yassine Ziyati      |  |
| 14                    | Landry N'Gala       |  |
| 17                    | Rodriguinho         |  |
|                       |                     |  |
| Entraîneur :          |                     |  |
| Sergio Mullor Cabrera |                     |  |

| Titulaires :   |                   |  |
|                |                   |  |
| 2              | Leonardo Gugiel   |  |
| 9              | Bruno Taffy       |  |
| 11             | Kamil Gereykhanov |  |
| 13             | Sergei Abramovich |  |
| 14             | Artem Antoshkin   |  |
|                |                   |  |
| Remplaçants :  |                   |  |
| 22             | Sergei Loginov    |  |
| 8              | Aleksandr Upalev  |  |
| 12             | Andrei Batyrev    |  |
| 15             | Andrei Sokolov    |  |
| 20             | Jovan Lazarević   |  |
| 31             | Ruan Pablo Alflen |  |
| 80             | Denis Nevedrov    |  |
| 84             | Maksim Emelyanov  |  |
|                |                   |  |
| Entraîneur :   |                   |  |
| Nikolai Ivanov |                   |  |

| Titulaires :          |                     |  |
|                       |                     |  |
| 1                     | Careca              |  |
| 5                     | Bilal Bakkali       |  |
| 7                     | Mamadou Touré       |  |
| 8                     | Soufiane El Mesrar  |  |
| 19                    | Abdessamad Mohammed |  |
|                       |                     |  |
| Remplaçants :         |                     |  |
| 12                    | Moussa Diagouraga   |  |
| 20                    | Faouziddine Abal    |  |
| 2                     | Murilo              |  |
| 3                     | Bolinha             |  |
| 9                     | Nelson Lutin        |  |
| 11                    | Souheil Mouhoudine  |  |
| 13                    | Yassine Ziyati      |  |
| 14                    | Landry N'Gala       |  |
| 17                    | Rodriguinho         |  |
|                       |                     |  |
| Entraîneur :          |                     |  |
| Sergio Mullor Cabrera |                     |  |

| Titulaires :   |                   |  |
|                |                   |  |
| 2              | Leonardo Gugiel   |  |
| 9              | Bruno Taffy       |  |
| 11             | Kamil Gereykhanov |  |
| 13             | Sergei Abramovich |  |
| 14             | Artem Antoshkin   |  |
|                |                   |  |
| Remplaçants :  |                   |  |
| 22             | Sergei Loginov    |  |
| 8              | Aleksandr Upalev  |  |
| 12             | Andrei Batyrev    |  |
| 15             | Andrei Sokolov    |  |
| 20             | Jovan Lazarević   |  |
| 31             | Ruan Pablo Alflen |  |
| 80             | Denis Nevedrov    |  |
| 84             | Maksim Emelyanov  |  |
|                |                   |  |
| Entraîneur :   |                   |  |
| Nikolai Ivanov |                   |  |

| Titulaires :          |                     |  |
|                       |                     |  |
| 1                     | Careca              |  |
| 5                     | Bilal Bakkali       |  |
| 8                     | Soufiane El Mesrar  |  |
| 9                     | Nelson Lutin        |  |
| 19                    | Abdessamad Mohammed |  |
|                       |                     |  |
| Remplaçants :         |                     |  |
| 12                    | Moussa Diagouraga   |  |
| 20                    | Faouziddine Abal    |  |
| 2                     | Murilo              |  |
| 3                     | Bolinha             |  |
| 7                     | Mamadou Touré       |  |
| 11                    | Souheil Mouhoudine  |  |
| 13                    | Yassine Ziyati      |  |
| 14                    | Landry N'Gala       |  |
| 17                    | Rodriguinho         |  |
|                       |                     |  |
| Entraîneur :          |                     |  |
| Sergio Mullor Cabrera |                     |  |

| Titulaires :  |                     |  |
|               |                     |  |
| 2             | Leo Higuita         |  |
| 8             | Savio Valadares     |  |
| 12            | Dauren Tursagulov   |  |
| 14            | Douglas Junior      |  |
| 17            | Birzhan Orazov      |  |
|               |                     |  |
| Remplaçants : |                     |  |
| 16            | Narun Serikov       |  |
| 6             | Edson               |  |
| 7             | Rangel              |  |
| 9             | Albert Akbalikov    |  |
| 10            | Chingiz Yesenamanov |  |
| 11            | Diego Favero        |  |
| 13            | Vitão               |  |
| 20            | Turekhan Dossov     |  |
| 23            | Yerzhan Karmenov    |  |
|               |                     |  |

| Titulaires :          |                     |  |
|                       |                     |  |
| 1                     | Careca              |  |
| 5                     | Bilal Bakkali       |  |
| 8                     | Soufiane El Mesrar  |  |
| 9                     | Nelson Lutin        |  |
| 19                    | Abdessamad Mohammed |  |
|                       |                     |  |
| Remplaçants :         |                     |  |
| 12                    | Moussa Diagouraga   |  |
| 20                    | Faouziddine Abal    |  |
| 2                     | Murilo              |  |
| 3                     | Bolinha             |  |
| 7                     | Mamadou Touré       |  |
| 11                    | Souheil Mouhoudine  |  |
| 13                    | Yassine Ziyati      |  |
| 14                    | Landry N'Gala       |  |
| 17                    | Rodriguinho         |  |
|                       |                     |  |
| Entraîneur :          |                     |  |
| Sergio Mullor Cabrera |                     |  |

| Titulaires :  |                     |  |
|               |                     |  |
| 2             | Leo Higuita         |  |
| 8             | Savio Valadares     |  |
| 12            | Dauren Tursagulov   |  |
| 14            | Douglas Junior      |  |
| 17            | Birzhan Orazov      |  |
|               |                     |  |
| Remplaçants : |                     |  |
| 16            | Narun Serikov       |  |
| 6             | Edson               |  |
| 7             | Rangel              |  |
| 9             | Albert Akbalikov    |  |
| 10            | Chingiz Yesenamanov |  |
| 11            | Diego Favero        |  |
| 13            | Vitão               |  |
| 20            | Turekhan Dossov     |  |
| 23            | Yerzhan Karmenov    |  |
|               |                     |  |

| Titulaires :  |                  |  |
|               |                  |  |
| 1             | Evgeni Zmyslya   |  |
| 4             | Oleh Yeromin     |  |
| 7             | Pavel Rogovik    |  |
| 11            | Nikita Anisimov  |  |
| 18            | Yuri Rabyko      |  |
|               |                  |  |
| Remplaçants : |                  |  |
| 16            | Andrei Golovnyov |  |
| 5             | Maksim Baturin   |  |
| 8             | Artem Yakubov    |  |
| 9             | Ruslan Lazyuk    |  |
| 10            | Maksim Evdokimov |  |
| 14            | Evgeni Peremitin |  |
| 17            | Dzianis Mazny    |  |
| 20            | Artem Ros        |  |
|               |                  |  |
| Entraîneur :  |                  |  |
| Alexey Popov  |                  |  |

| Titulaires :          |                     |  |
|                       |                     |  |
| 1                     | Careca              |  |
| 3                     | Bolinha             |  |
| 7                     | Mamadou Touré       |  |
| 11                    | Souheil Mouhoudine  |  |
| 17                    | Rodriguinho         |  |
|                       |                     |  |
| Remplaçants :         |                     |  |
| 12                    | Moussa Diagouraga   |  |
| 20                    | Faouziddine Abal    |  |
| 2                     | Murilo              |  |
| 5                     | Bilal Bakkali       |  |
| 8                     | Soufiane El Mesrar  |  |
| 9                     | Nelson Lutin        |  |
| 19                    | Abdessamad Mohammed |  |
| 13                    | Yassine Ziyati      |  |
| 14                    | Landry N'Gala       |  |
|                       |                     |  |
| Entraîneur :          |                     |  |
| Sergio Mullor Cabrera |                     |  |

| Titulaires :  |                  |  |
|               |                  |  |
| 1             | Evgeni Zmyslya   |  |
| 4             | Oleh Yeromin     |  |
| 7             | Pavel Rogovik    |  |
| 11            | Nikita Anisimov  |  |
| 18            | Yuri Rabyko      |  |
|               |                  |  |
| Remplaçants : |                  |  |
| 16            | Andrei Golovnyov |  |
| 5             | Maksim Baturin   |  |
| 8             | Artem Yakubov    |  |
| 9             | Ruslan Lazyuk    |  |
| 10            | Maksim Evdokimov |  |
| 14            | Evgeni Peremitin |  |
| 17            | Dzianis Mazny    |  |
| 20            | Artem Ros        |  |
|               |                  |  |
| Entraîneur :  |                  |  |
| Alexey Popov  |                  |  |

| Titulaires :          |                     |  |
|                       |                     |  |
| 1                     | Careca              |  |
| 3                     | Bolinha             |  |
| 7                     | Mamadou Touré       |  |
| 11                    | Souheil Mouhoudine  |  |
| 17                    | Rodriguinho         |  |
|                       |                     |  |
| Remplaçants :         |                     |  |
| 12                    | Moussa Diagouraga   |  |
| 20                    | Faouziddine Abal    |  |
| 2                     | Murilo              |  |
| 5                     | Bilal Bakkali       |  |
| 8                     | Soufiane El Mesrar  |  |
| 9                     | Nelson Lutin        |  |
| 19                    | Abdessamad Mohammed |  |
| 13                    | Yassine Ziyati      |  |
| 14                    | Landry N'Gala       |  |
|                       |                     |  |
| Entraîneur :          |                     |  |
| Sergio Mullor Cabrera |                     |  |

| Rang | Équipe                      | Pts | J | G | N | P | Bp | Bc | Diff |
| ---- | --------------------------- | --- | - | - | - | - | -- | -- | ---- |
| 1    | MFK Tyumen                  | 9   | 3 | 3 | 0 | 0 | 11 | 6  | +5   |
| 2    | ACCS Asnières Villeneuve 92 | 4   | 3 | 1 | 1 | 1 | 15 | 13 | +2   |
| 3    | Kairat Almaty               | 4   | 3 | 1 | 1 | 1 | 8  | 8  | 0    |
| 4    | Viten Orsha                 | 0   | 3 | 0 | 0 | 3 | 9  | 16 | -7   |

ACCS termine deuxième grâce à sa victoire lors du troisième match, insuffisant pour se qualifier pour le final four. Cependant, à la suite de l'exclusion des clubs russes, ACCS est repêché et devient le premier club français à disputé le final four.
| Demi-finale         | ACCS                   | 2 – 6   | Sporting CP                                                                |                                                                              |                                                                              |
| 29 avril 2022 18:00 | Lutin 18e · Galmim 28e | (1-3)   | 5e Cejudo · 11e Paçó · 12e 30e Merlim · 25e Cavinato · 33e (pen.) Cardinal | Arena Riga, Riga Spectateurs : 1 891 Arbitrage : Ondřej Černý - Gábor Kovács | Arena Riga, Riga Spectateurs : 1 891 Arbitrage : Ondřej Černý - Gábor Kovács |
| 29 avril 2022 18:00 |                        | rapport | 18e Pany Varela                                                            | Arena Riga, Riga Spectateurs : 1 891 Arbitrage : Ondřej Černý - Gábor Kovács | Arena Riga, Riga Spectateurs : 1 891 Arbitrage : Ondřej Černý - Gábor Kovács |

| Titulaires :          |                    |  |
|                       |                    |  |
| 1                     | Careca             |  |
| 3                     | Thiago Bolinha     |  |
| 7                     | Mamadou Touré      |  |
| 9                     | Nelson Lutin       |  |
| 11                    | Souheil Mouhoudine |  |
|                       |                    |  |
| Remplaçants :         |                    |  |
| 12                    | Moussa Diagouraga  |  |
| 20                    | Faouziddine Abal   |  |
| 6                     | Abdelillah Alla    |  |
| 10                    | Ricardinho         |  |
| 13                    | Yassine Ziyati     |  |
| 14                    | Landry N'Gala      |  |
| 16                    | Houmany Dembélé    |  |
| 17                    | Soukouna           |  |
| 18                    | Salah Galmim       |  |
|                       |                    |  |
| Entraîneur :          |                    |  |
| Sergio Mullor Cabrera |                    |  |

| Titulaires :  |                    |  |
|               |                    |  |
| 12            | André Sousa        |  |
| 3             | Romulo             |  |
| 10            | Robinho            |  |
| 11            | Ivan Chishkala     |  |
| 70            | Vinicius Rocha     |  |
|               |                    |  |
| Remplaçants : |                    |  |
| 13            | Diego Roncaglio    |  |
| 2             | Silvestre Ferreira |  |
| 4             | Afonso Jesus       |  |
| 7             | Arthur             |  |
| 8             | Rafael Henmi       |  |
| 9             | Nilson Miguel      |  |
| 15            | Hossein Tayebi     |  |
| 16            | Bruno Cintra       |  |
| 18            | Jacaré             |  |
|               |                    |  |
| Entraîneur :  |                    |  |
| Pulpis        |                    |  |

| Titulaires :          |                    |  |
|                       |                    |  |
| 1                     | Careca             |  |
| 3                     | Thiago Bolinha     |  |
| 7                     | Mamadou Touré      |  |
| 9                     | Nelson Lutin       |  |
| 11                    | Souheil Mouhoudine |  |
|                       |                    |  |
| Remplaçants :         |                    |  |
| 12                    | Moussa Diagouraga  |  |
| 20                    | Faouziddine Abal   |  |
| 6                     | Abdelillah Alla    |  |
| 10                    | Ricardinho         |  |
| 13                    | Yassine Ziyati     |  |
| 14                    | Landry N'Gala      |  |
| 16                    | Houmany Dembélé    |  |
| 17                    | Soukouna           |  |
| 18                    | Salah Galmim       |  |
|                       |                    |  |
| Entraîneur :          |                    |  |
| Sergio Mullor Cabrera |                    |  |

| Titulaires :  |                    |  |
|               |                    |  |
| 12            | André Sousa        |  |
| 3             | Romulo             |  |
| 10            | Robinho            |  |
| 11            | Ivan Chishkala     |  |
| 70            | Vinicius Rocha     |  |
|               |                    |  |
| Remplaçants : |                    |  |
| 13            | Diego Roncaglio    |  |
| 2             | Silvestre Ferreira |  |
| 4             | Afonso Jesus       |  |
| 7             | Arthur             |  |
| 8             | Rafael Henmi       |  |
| 9             | Nilson Miguel      |  |
| 15            | Hossein Tayebi     |  |
| 16            | Bruno Cintra       |  |
| 18            | Jacaré             |  |
|               |                    |  |
| Entraîneur :  |                    |  |
| Pulpis        |                    |  |

## Fin de saison

### Barrages d'accession en D2

#### Résultats
| Clubs accédant aux barrages, | Clubs accédant aux barrages,                               |
| Ligues régionales            | Clubs                                                      |
| ---------------------------- | ---------------------------------------------------------- |
| Auvergne-Rhône-Alpes         | GOAL Futsal Club                                           |
| Bourgogne-Franche-Comté      | FC Dijon Clénay                                            |
| Bretagne                     | TA Rennes                                                  |
| Centre-Val de Loire          | ESCALE Orléans                                             |
| Corse                        | USJ Furiani                                                |
| Grand-Est                    | Collectif Futsal Colmar                                    |
| Hauts-de-France (x2)         | Coeur de Sambre et Roubaux Hem Métrop.                     |
| Méditerranée                 | Minots de Marseille                                        |
| Normandie                    | Futsal Jeunesse havraise                                   |
| Nouvelle-Aquitaine           | ABP Saint Médard en Jalles                                 |
| Occitanie                    | Cayun FC Montpellier MF                                    |
| Paris Île-de-France (x2)     | Diamant Futsal et Sengol 77                                |
| Pays de la Loire (x2)        | Association nantaise futsal et Voltigeurs de Châteaubriant |

Chaque Ligue régionale de football détermine un club accédant pour la Phase d’accession interrégionale futsal. Les Ligues des Hauts-de-France, de Paris Île-de-France et des Pays de la Loire ont une place supplémentaires selon les critères de la FFF.
Les deux tours sont programmés les 4 et 11 juin 2022 et ne se jouent que sur un seul match chacun, pour déterminer les quatre clubs promus en D2 2022-2023.
| 1er tour (Samedi 4 juin) | 2e tour (samedi 11 juin) |
| --- | --- |
| - Match 1 : Escale Orléans 4–4 tab 2-4 Association nantaise f. - Match 2 : ABP Saint-Médard 3–8 Cœur de Sambre - Match 3 : Futsal Jeunes Havraise 4–6 Roubaux Hem Métrop. - Match 4 : TA Rennes 7–2 Voltigeurs de Châteaubriant - Match 5 : Diamant Futsal 7–3 Collectif Futsal Colmar - Match 6 : Minots de Marseille 2–7 GOAL Futsal Club - Match 7 : Cayun FC 2–6 USJ Furiani USJ Furiani 3–4 Montpellier MF - Match 8 : FC Dijon Clénay 2–3 Sengol 77 | - Diamant Futsal 3–4 Sengol 77 - USJ Furiani Montpellier MF 2-2 (6 tab 5) TA Rennes, - Association nantaise f. 4–9 GOAL Futsal Club - Cœur de Sambre 9–5 ap Roubaux Hem Métrop. |

#### Représentant de la Ligue d'Occitanie
Le samedi 14 mai, le Cayun Futsal Club reçoit le Montpellier Méditerranée Futsal en finale du championnat de Régional 1 de la Ligue de football d'Occitanie (joué en deux groupes). Le MMF s'impose 2-4, mais le club basé à Escalquens conteste la qualification du joueur brésilien club de l’Hérault arrivé début 2022, Rudolpho, auprès de la Ligue régionale,. Il est reproché que le joueur ait pris une licence dans son pays d'origine, depuis son passage au club de Clermont L’Ouverture, et qu'une demande de Certificat International de Transfert (CIT) n'ai donc pas été faite,.
Le mercredi 25 mai, la Commission de règlements de la Ligue d'Occitanie donne match perdu au Montpellier MF et le Cayun FC accède donc au barrage d'accession en Division 2. Un premier appel du MMF est rejeté le 31 mai 2022 par la Ligue Occitanie. En barrage, le CFC s'incline à domicile le samedi 4 juin contre l'USJ Furiani (2-6),.
Le Montpellier MF fait ensuite appel de la décision auprès de la Fédération française de football. Cela alors que le second tour de barrage, USJ Furiani contre le TA Rennes est déjà prévu le samedi 11 juin. Seulement deux jours avant, la Commission Fédérale des Règlements et Contentieux (CFRC) de la FFF donne raison au Montpellier MF. Alors que les Rennais sont arrivés en Corse, la finale de barrage Furiani-Rennes est déprogrammée à moins de 48h du coup d'envoi,.

### DNCG, refus de montée et rétrogradations
Début juin, les clubs d’ACCS et de Garges Djibson se voient refuser l’accession en D1 par la DNCG. Le Reims Métropole Futsal, troisième de la poule A, et Marcouville, deuxième dans la poule B, font alors figure de potentiels promus.
En fin de saison, le Stade beaucairois 30 est rétrogradé en Championnat régional de Ligue lors de la saison 2022-2023 à la suite du forfait de son équipe réserve, obligatoire à ce niveau, qui « annihilerait le principe d’équité vis-à-vis des efforts engagés par tous les autres clubs de la division ». En procédure de redressement judiciaire, la FFF décide ensuite d’exclure ACCS des championnats nationaux.
En tant que troisième, l'accession du Reims MF est refusée par le Comité exécutif de la FFF début juillet 2022.